# Константин Дука (дука на Солун)
Константин Дука е византийски аристократ и администратор от началото на XII.
Константин Дука е единственият известен син на простостратора Михаил Дука, който е брат на императрица Ирина – съпругата на император Алексий I Комнин. Като близък на императорското семейство Константин носел титлата севаст и някъде около или след 1105/06 г. е назначен за граждански управител на Вардска област в Македония, за което свидетелстват две съхранени писма на охридския архиепископ Теофилакт, адресирани до Константин и датирани след 1105/1106 г. Първото от тях Теофилакт Охридски вероятно е изпратил малко след назначаването на Константин на поста и в него архиепископът се моли за застъпничеството на Константин пред данъчните власти за хората в село Църквица край р. Вардар, което било владение на архиепископа. Във второто си писмо архипископът съобщава, че изпраща на Константин Дука като подарък малко риба от Охридското езеро, и му намеква да помисли дали архиепископът няма права върху риболова в езерото.
Назначението на Константин на поста вардарски управител се потвърждава ясно и в пасаж от един по-късен документ, който обаче свидетелства, че към декември 1118 г. Константин вече заема длъжността дука и претор на Стримон и Солун.